# 大木瞳美
大木 瞳美（おおき ひとみ、1984年10月22日 - ）は、山形放送 (YBC) の社員。元アナウンサー。

## 経歴
山形県山形市出身。2003年山形県立山形西高等学校卒業、2007年埼玉大学卒業。
大学を卒業後、2007年に高知放送 (RKC) に入社。同期の永見佳織とともに同局のアナウンサーになる。
2012年に高知放送を退社し、山形放送へ移籍した。
2021年秋から心身を崩し、療養で番組出演から遠ざかっていたが、2022年6月に復帰した。
時期は不明だが、山形放送ホームページのアナウンサーページからプロフィールが削除されていた。
2024年4月1日を以て同社経営管理部総務部主任に異動の情報もある。

## 過去の担当番組

### 山形放送時代

#### テレビ番組
- ピヨ卵ワイド430（山形放送）[4]
- YBC news every.（山形放送） - メインキャスター[8]
- あなたとYBC（山形放送）[8]

#### ラジオ番組
- ミュージックブランチ（YBCラジオ）[4]
- ダイハツドライビングミュージック（YBCラジオ）[8]

### 高知放送時代

#### テレビ番組
- こうちeye（高知放送） - 月曜・火曜・水曜キャスター、火曜「食1グランプリ」担当[3]
- わんダフォ〜（高知放送）[6]
- 朝だ!生です旅サラダ（朝日放送） - 高知担当リポーター[6]

### ラジオ番組
- モーニング・シャワー（RKCラジオ）[3]
- LUNCHリクエスト（RKCラジオ）[3]
- Dr.野中の点滴療法最前線（RKCラジオ）[6]
- ラジオアイランドまる○しこく（RKCラジオ）[6]